# Oxybasis chenopodioides
Oxybasis chenopodioides es una especie de planta herbácea con flor de la familia Amaranthaceae. 

## Descripción
Es una planta anual, glabra o con muy escasa pilosidad, a veces con las hojas jóvenes farináceas. Tallos de (3)10-50(100) cm, de postrados a erectos, ramificados en la base. Hojas con lámina de 1-4 cm, de ampliamente triangular a rómbica, de subentera (excepto en la base) a dentada, generalmente rojiza por ambas caras. Inflorescencia terminal o lateral, espiciforme o paniculiforme; glomérulos densos. Flores terminales hermafroditas, con 5 tépalos (libres hasta aproximadamente la mitad de su longitud) y 5 estambres; las laterales hermafroditas o femeninas, con 3 tépalos (soldados hasta cerca del ápice y formando un saco en torno al fruto) y 0-3 estambres. Pericarpio no adherente. Semillas de 0,5 mm en posición vertical (aunque a veces, en las flores terminales, también adoptan la horizontal), ovoides, casi lisas, pardas. Tiene un número de cromosomas de 2n=18.

## Distribución y hábitat
Se encuentra en el litoral marino y hábitats salinos del interior, siempre ricos en nitratos; a una altitud de 0-850 metros, en Europa, Asia y África, introducida en Norteamérica. Se encuentra distribuida por la península ibérica.

## Taxonomía
La especie fue descrita inicialmente como Blitum chenopodioides por Carlos Linneo y publicada en Mantissa Plantarum 2: 170, en 1771, hoy en día es tanto un sinónimo como el basónimo de esta. Posteriormente, sería transferida al género Chenopodium por Paul Aellen en Ostenia 98, en 1933, nombre científico que también es un sinónimo de esta actualmente; y ulteriormente, sería transferida al género Oxybasis por Susy Fuentes Bazán, Pertti Johannes Uotila y Thomas Borsch en Willdenowia 42(1): 15, en 2012.

#### Etimología
Véase: Oxybasis
chenopodioides: epíteto que combina el nombre del género Chenopodium y el sufijo griego οιδες (-oides); "semejanza"; propiamente "similar a Chenopodium", refiriéndose a la similitud en la apariencia de las hojas de planta con las especies de susodicho género.

## Galería

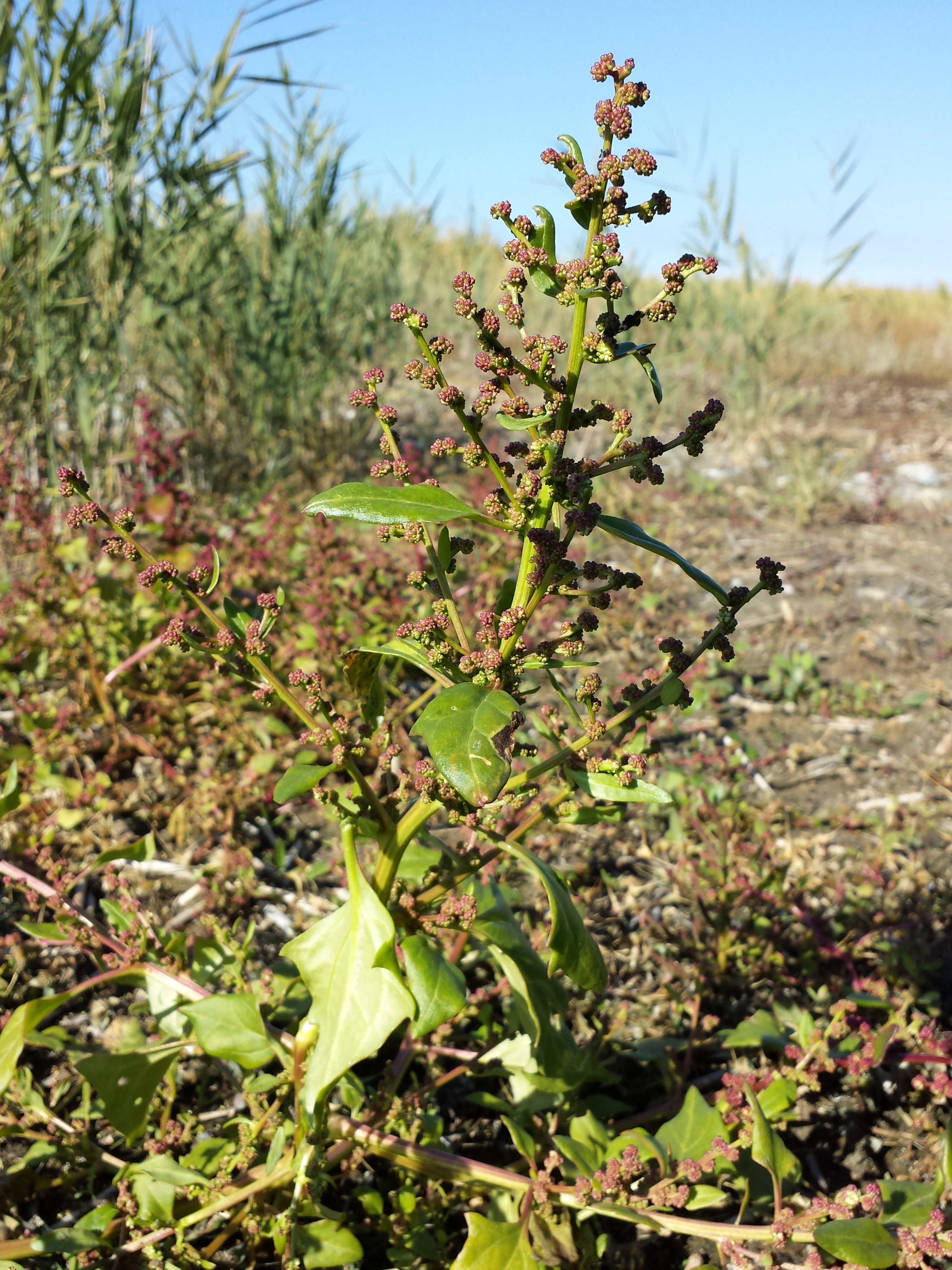
En su hábitat
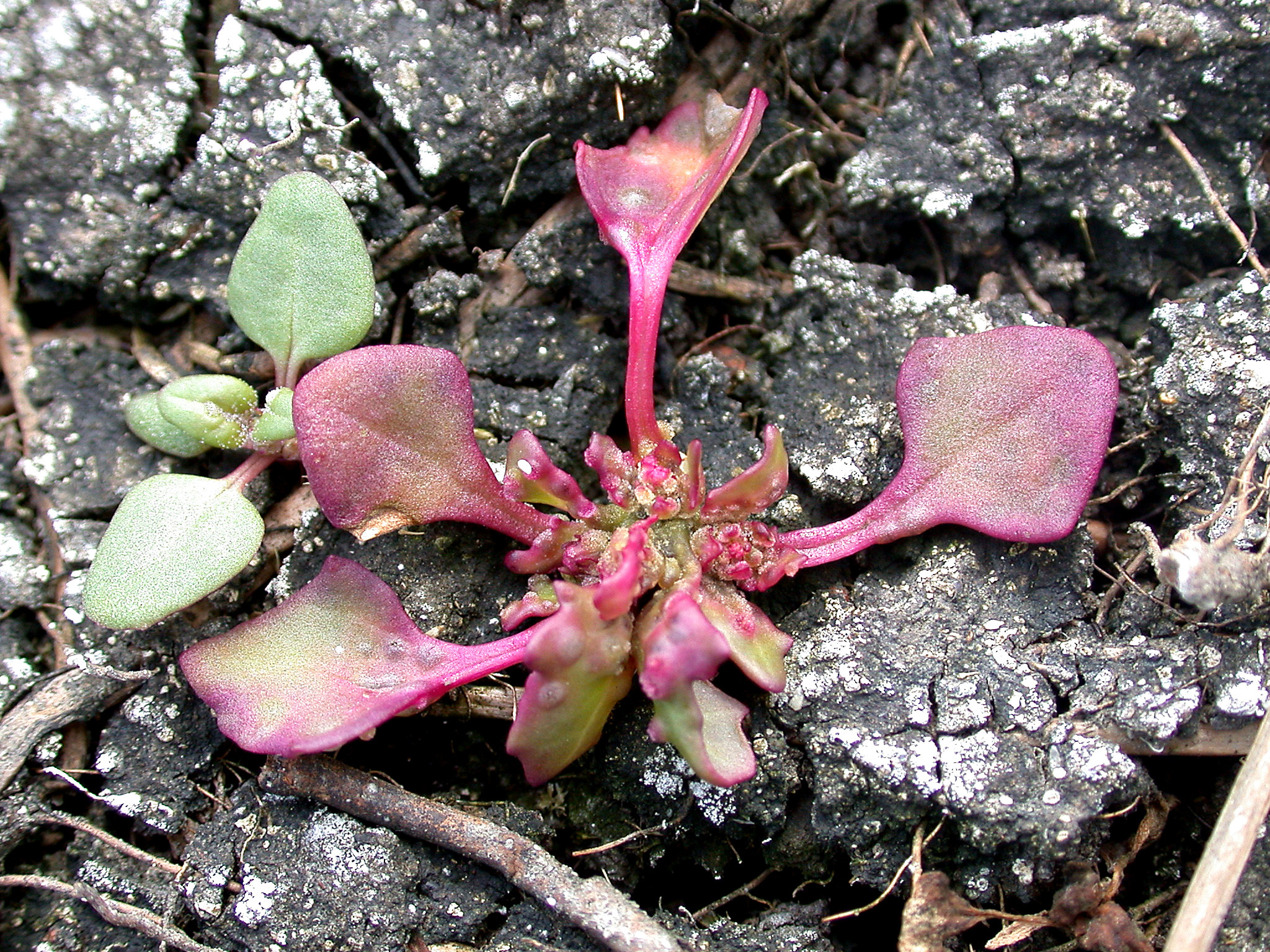
Planta joven
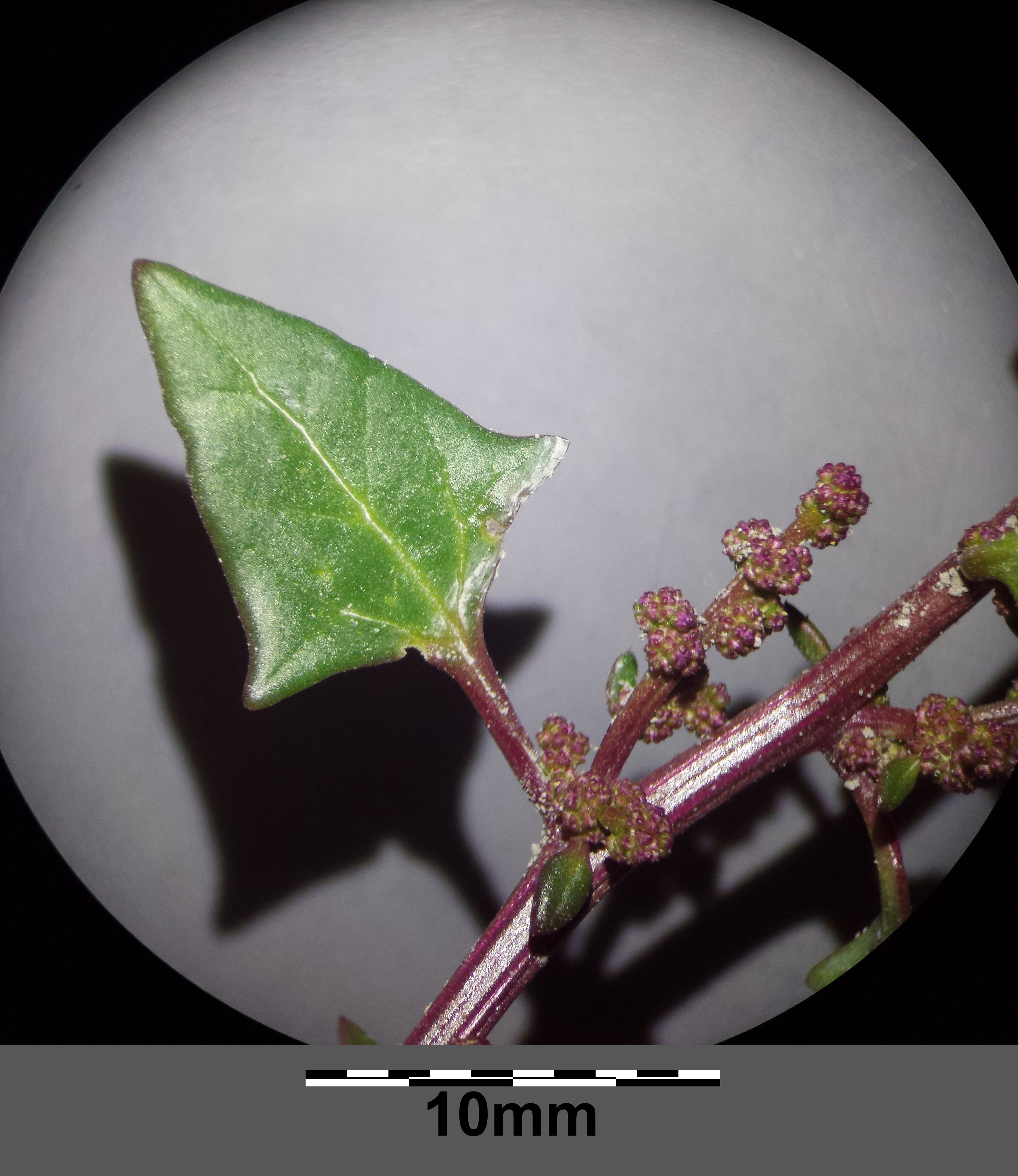
Detalle de una hoja
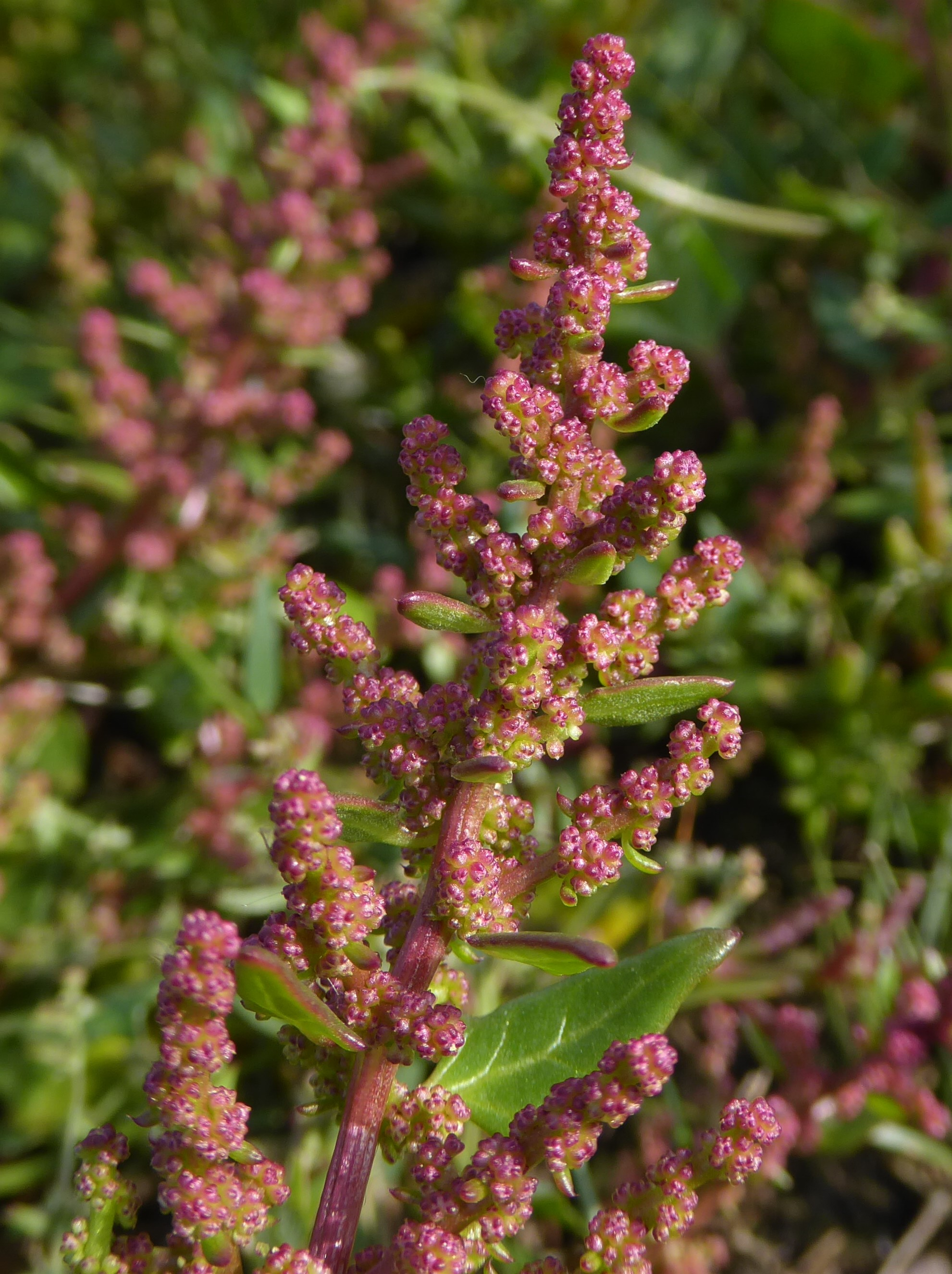
Inflorescencia